# Макарівські хасиди
Макаров — назва хасидської династії, заснованої ребе  Менахемом Нахумом Тверським з  чорнобильської династії в містечку Макарів, Україна.

## Походження
- Ребе Менахем Нахум Тверський (1805—1851) — син ребе  Мордехая Тверського з  Чорнобиля
  - Ребе Яаков Їцхок (помер в 1892) — син ребе Нахума.